# Shaka Zulu

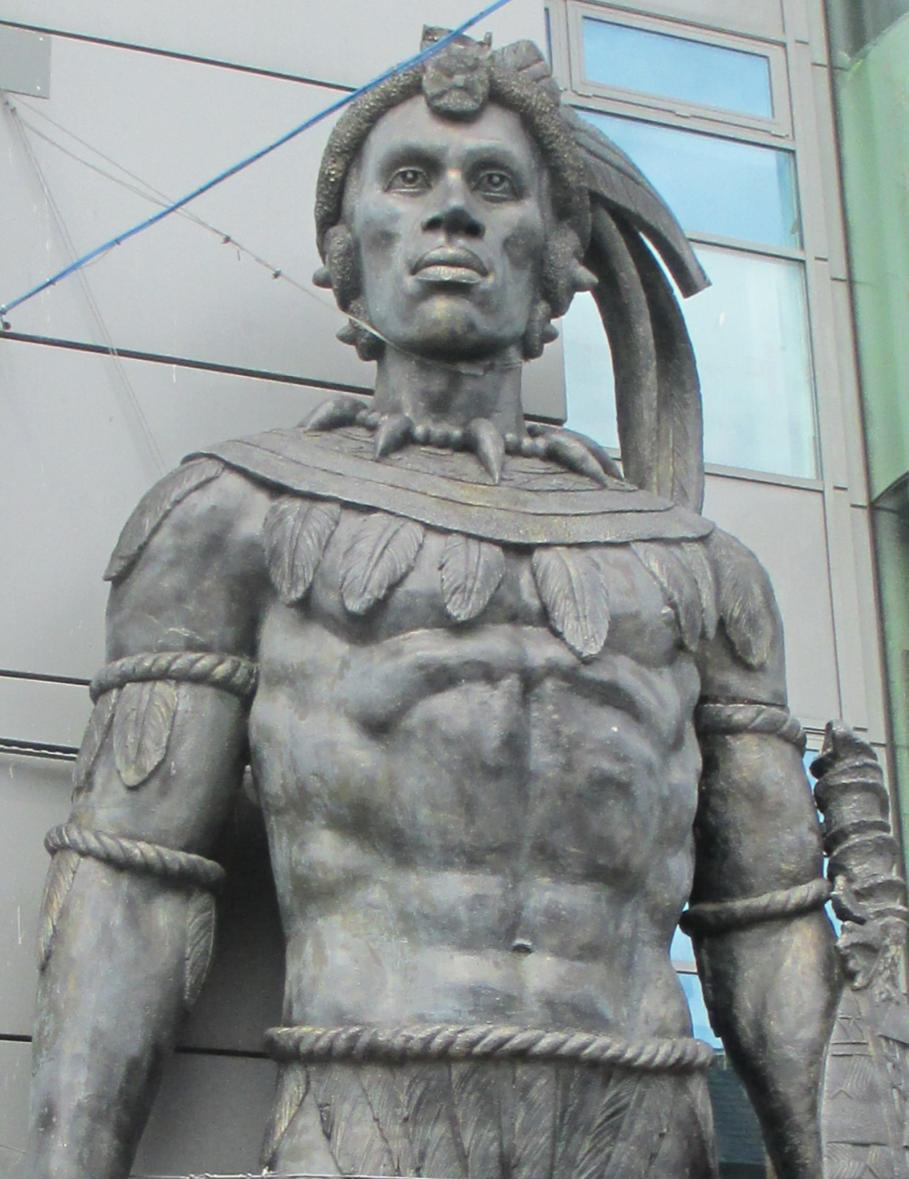
Shaka som en sentida skulptör föreställt sig honom; stor staty på Camden Market i London.

Shaka kaSenzangakhona, även känd som Shaka Zulu, född omkring 1787, död 22 september 1828 (mördad), är den person som enligt bred konsensus anses ha enat många av de nordliga ngunifolken till ett större kungadöme vid namn Zululand. Denna nation bredde ut sig över ett stort område i södra Afrika mellan floderna Phongolo och Mzimkhulu. Han har kallats ett "militärt geni" på grund av sina reformer och sin uppfinningsrikedom, men har även fördömts för sin regims brutalitet. Han var son till Senzangakhona KaJama och Nandi Mohlatsane Bhebhe. Han efterträddes av sin halvbror Dingane, som senare efterträddes av deras halvbror Mpande.
Sesotho-författaren Thomas Mofolo har skrivit den historiska romanen Chaka (1925) om Shaka.

## Kung Shakas sociala och militära revolution

### Vapenförändringar
Det sägs att kung Shaka var missnöjd med det långa kastvapnet ”assegai”, och introducerade därför en ny variant av vapnet: ”iklwa”, ett kort, huggande spjut med ett långt svärdliknande spjuthuvud. 
Trots att kung Shaka förmodligen inte uppfann det insisterade han på att hans krigare skulle träna med vapnet, vilket gav dem en skrämmande fördel gentemot sina motståndare som höll fast vid den traditionella metoden att kasta sina spjut och undvika närstrid. Kastspjutet försvann inte, men användes som ett första missilvapen före närkontakt med fienden, då det kortare, huggande vapnet användes istället, enligt zuluforskaren John Laband." Shaka ska även ha introducerat en större, tyngre sköld gjord av kohud, och han lärde varje krigare hur man använde sköldens vänstra sida för att haka fiendens sköld åt höger och utsätta hans revben för ett dödligt spjuthugg. 

### Arméns rörlighet
I flera militära berättelser som ”Tvättningen av spjuten”, ”Som lejonen de kämpade” och ”Zuluarméns anatomi” berättas det att Zulukrigarna var tvungna att vara utan sandaler för att härda sina fötter. Marken var väldigt ojämn och de som vägrade gå utan sandaler blev helt enkelt mördade.  Shaka kämpade ständigt med sina trupper med att tvinga dem att marschera uppemot 80 km per dag i snabb takt över varm, stening terräng. Han lärde också ut inringningsteknik.
Historiken John Laband avfärdar dock dessa berättelser som myter. ”Vad ska vi då anse om [den europeiska handlaren Henry Francis] Fynns uttalande om att när zuluarmén nådde hård och stenig mark 1825 beställde Shaka sandaler av oxhud till sig själv?” Påståendet att de skulle marschera 80 km per dag avfärdas också som löjligt. Laband påstår istället att trots att dessa berättelser blivit upprepade av ”förvånade och beundrande vita kommentatorer” så marscherade inte zuluarmén mer än 19 km per dag och mer vanligt var att de marscherade runt 14 km. De ägnade ofta två hela dagar att återhämta sig innan de mötte sin fiende igen. Ändå är det många andra zuluhistoriker och forskare som fortfarande påstår att de förflyttade sig uppemot 80 km per dag.

### Stöd från ungdomskonstellationer
Unga pojkar från sex år och uppåt började i Shakas armé som nybörjarkrigare, udibi, och tjänade som bärare av dagliga ransoner och saker som kokkärl, sovmattor och extra vapen tills de nådde den viktigaste striden. Det snabbrörliga zuluplundrartåget, ibutho Lempi, reste alltid lätt på sina uppdrag, utan att tynga ner sin boskap med tunga vapen och väskor. De unga herdepojkarna användes vid korta expeditioner.

### Tjurhornsformationen
Många historiker hyllar kung Shaka för den kända ”Tjurhornsformationen”. Den utförs i tre faser:
1. Huvudstyrkan, ”bröstet”, stängde in fiendens impi och höll den på plats. Krigarna i ”bröstet” var alltid veteraner.[9]
2. Medan fiendens impi var fast i ”bröstet” kom ”hornen” på sidorna av gruppen för att sedan döda den infångade fiendegruppen. Krigarna som var med i ”hornet” var unga och snabba män.[9]
3. ”Länderna” var den tredje gruppen som var placerade med ryggarna mot striden, bakom ”bröstet”. De agerade då fienden försökte ta sig ur inringningen.[9]

”Izinduna”, ledarna, använde handsignaler för att leda truppen. Systemet var elegant i sin enkelhet och det var lätt för krigarna att förstå.

## Utmärkelser
Asteroiden 1246 Chaka är uppkallad efter honom.